# Symphonie no 2 de Schnittke
Pour les articles homonymes, voir Symphonie no 2.
Saint-Florian
La symphonie no 2 sous-titrée Saint-Florian ou Messe invisible est une symphonie chorale du compositeur russe Alfred Schnittke. Dédiée à Anton Bruckner elle est écrite en 1979 pour contralto, contreténor, ténor, basse, chœur de chambre mixte et orchestre.

## Structure
1. Kyrie
2. Gloria
3. Credo
4. Crucifixus
5. Sanctus - Benedictus
6. Agnus dei

## Instrumentation
L'œuvre est écrite pour quatre flûtes, quatre hautbois, quatre clarinettes, quatre bassons, quatre cors, quatre trompettes, quatre trombones, tuba, piano, clavecin, orgue, célesta, deux harpes, une guitare, une guitare basse, percussion.